# Copaifera marginata
Copaifera marginata är en ärtväxtart som beskrevs av George Bentham. Copaifera marginata ingår i släktet Copaifera, och familjen ärtväxter. Inga underarter finns listade i Catalogue of Life.